# Harankol, Belgaum
Harankol là một làng thuộc tehsil Belgaum, huyện Belgaum, bang Karnataka, Ấn Độ.